# Domingo Elías
Domingo Elías Carbajo (Ica, 19 de diciembre de 1805 - Lima, 3 de diciembre de 1867) fue un político, agricultor y empresario peruano, presidente del Perú por un breve periodo de junio a agosto de 1844, y en medio de una época de anarquía y guerra civil. Se le recuerda también por ser el fundador del Colegio Nacional Nuestra Señora de Guadalupe y el primer candidato civil a la presidencia de la República del Perú, durante las elecciones de 1845 y 1851.

## Biografía

### Primeros años
Fue hijo de Raymundo Elías y Quintana, funcionario español, y de Manuela de Carbajo Balbuena y Galagarza. Durante su infancia fue educado por un tutor particular, pasando luego al Colegio de San Carlos. Viajó a Europa en 1818, completando sus estudios sucesivamente en Madrid y en París. Volvió al Perú en 1825, cuando ya había culminado la guerra de independencia, y se consagró a la agricultura. En 1829 contrajo matrimonio con Isabel de la Quintana y Pedemonte.

### Agricultor y empresario
Animado por un pujante espíritu de empresa, entre 1835 y 1864 compró la mayor parte de sus propiedades agrícolas de la provincia de Ica. Demostró una voluntad innovadora al iniciar el cultivo del algodón en gran escala y al mejorar el cultivo de la vid; con tal fin mandó a construir canales e introdujo nuevas técnicas desconocidas en el país, como máquinas desmotadoras de algodón. De ese modo produjo vinos y aguardientes con métodos modernos, colocándolos en los mercados de Estados Unidos y Europa, y se convirtió en el primer agricultor peruano que obtuvo ganancias con la exportación de algodón a gran escala. La mano de obra que utilizaba en sus plantaciones era esclava; luego, desde 1849, empezó a servirse de culíes o trabajadores chinos tras obtener con su socio, Juan Rodríguez, el privilegio de la importación de esta mano de obra desde Macao, que mantuvo hasta 1853. Las vinculaciones que tuvo con los gobiernos de entonces también le sirvieron para efectuar el carguío del guano en las islas Chincha (1849-1853), abastecer de ropas, mulas y caballos al ejército y beneficiarse con cobros de bonos durante la consolidación de la deuda interna (1850-1853). 
Como filántropo se preocupó por la educación intermedia de la juventud, y para tal fin se asoció con el acaudalado español, radicado en Lima desde los 17 años de edad, don José Nicolás Rodrigo Moreno invirtiendo parte de su fortuna en fundar en Lima el Colegio de Nuestra Señora de Guadalupe (1841), cuya dirección fue confiada a Sebastián Lorente. Su deseo era que el país contara con un centro desde donde difundir los principios liberales; de esta forma pretendía formar una nueva elite dirigente que promoviera la modernización del país.

### La Semana Magna
Después de la derrota de la Confederación Peruano-Boliviana, en los primeros años de la década de los años 1840, la anarquía se acentuó en el Perú. Precisamente el 7 de noviembre de 1843, siendo Supremo Director del Perú Manuel Ignacio de Vivanco, Elías fue nombrado Prefecto de Lima; pero cuando Vivanco tuvo que dirigirse al sur para enfrentarse al movimiento constitucionalista de Castilla y San Román, le dejó encargado a Elías el gobierno de las provincias del norte (30 de noviembre de 1843). Pero el conflicto  no se decidía entre los bandos militares encontrados: Vivanco y Echenique contra Castilla y San Román. Entonces, el “civil Elías”, escribe el historiador Jorge Basadre Grohmann, “decidió convertirse en el personero del cansancio del país ante la larga guerra intestina”; y se hizo Jefe Político y Militar de la República (17 de junio de 1844). El viajero francés Max Radiguet describió la escena del pronunciamiento de Elías:

[…]. Alrededor de trescientas personas se introdujeron en la galería, las tapadas, que formaban más o menos los dos tercios de esa masa comentaban el acontecimiento con tanta animación que muchas veces fue necesario reclamar silencio. Al fin, Elías tomó la palabra […]. Su pronunciamiento no difería sensiblemente de los que en los años turbulentos de la emancipación habían surgido, en tan gran número […] haciendo un llamamiento al auditorio, que quedó sin respuesta, declaró, con una voz entrecortada que a falta de un individuo dispuesto a tomar la dirección de los negocios públicos, se sentía lleno de abnegación para llenar esta tarea espinosa, hasta el día en que la voluntad nacional designándole un sucesor le permitiera retirarse a la vida tranquila, de la cual no había salido sino a pesar suyo.
Max Radiguet

Amagando Echenique con retornar a la capital, Elías, el flamante Jefe Político y Militar del país, declaró al departamento de Lima en estado de asamblea, lo que implicó la suspensión total de labores, alistándose los varones hábiles, para tomar las armas. Los  empleados públicos, los colegios, las corporaciones, formaron regimientos. En fin, toda Lima (e incluso guardias nacionales de  Pisco, Ica y Callao) se preparó para defenderse de Echenique, pero este nunca llegó, así que a la semana se derogó el decreto que suspendía los trabajos. Así culminó la llamada “Semana Magna” que, según Basadre

Viene a complementar el significado de la acción de la multitud contra el ejército el 28 de enero de 1834. A la vez, es antecedente de otras expresiones posteriores de cansancio o disgusto frente al militarismo.
Jorge Basadre Grohmann

El historiador alude a la rebelión del pueblo de Lima de principios de 1834 contra la intentona golpista del general Pedro Pablo Bermúdez (partidario del mariscal Agustín Gamarra), quien a la cabeza de los gamarristas no quiso reconocer la presidencia de Luis José de Orbegoso. En esta ocasión la acción cívica de Lima triunfó y los gamarristas huyeron a la sierra, donde luego de una guerra civil se sometieron al gobierno legítimamente elegido.

### Caudillo liberal

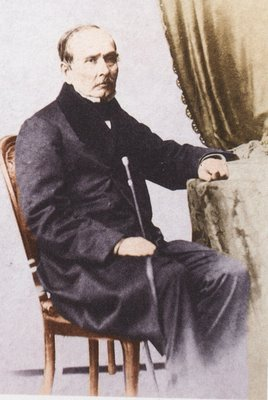
Domingo Elías hacia 1865.

Poco después de la “Semana Magna”, Elías terminó su gobierno ante el triunfo de Castilla sobre Vivanco, y dejó el poder en manos de Justo Figuerola, a quien constitucionalmente le correspondía en su calidad de primer vicepresidente del Consejo de Estado. Durante este gobierno transitorio se desempeñó como ministro de Guerra y Hacienda (del 10 de agosto al 7 de octubre de 1844). 
Ya bajo el primer gobierno de Ramón Castilla fue diputado por la entonces provincia limeña de Ica (1845-1853), senador por Lima (1845-1846) y consejero de Estado, siendo el inspirador de la primera ley de presupuesto. Nombrado ministro plenipotenciario en Bolivia (1847), negoció un tratado de paz y comercio que puso fin a las disputas originadas por la disolución de la Confederación y la  guerra de 1841. 
En vísperas de las elecciones presidenciales de 1850 fundó el primer ensayo de partido político del Perú, el Club Progresista, y fue el primer candidato civil a la presidencia de la República en la historia peruana. Para promover su candidatura fundó el semanario El Progreso (que se editó del 13 de julio de 1849 al 15 de marzo de 1851). El programa fundamental del Club Progresista incluía la instalación de un gobierno civil, el fomento a la inmigración europea, la reforma del sistema tributario con un carácter descentralista, la unidad de las cámaras legislativas, el establecimiento de escuelas para artesanos, la difusión de la instrucción pública, la abolición de la pena de muerte, elecciones directas y reducción del período presidencial, responsabilidad ministerial, reducción del ejército y de sus gastos, organización de la guardia nacional y economía en los gastos. Elías perdió las elecciones, lo cual se entiende teniendo en cuenta que el grupo civil no era todavía lo suficientemente fuerte en comparación con el peso de los caudillos militares. El vencedor fue el general José Rufino Echenique, apoyado por el presidente Castilla. 
Al estallar el escándalo de la consolidación de la deuda interna durante, Elías no tuvo reparos en censurar abiertamente los despilfarros y la corrupción dominante en el gobierno de Echenique, a través de sus famosas cartas publicadas en el diario El Comercio de Lima. Fue encarcelado y desterrado a Guayaquil (1853), pero pasó a Tumbes para iniciar un levantamiento que fracasó. Lo intentó nuevamente en su tierra, Ica, pero fue derrotado en Saraja (7 de enero de 1854). Huyó a Chile, pero regresó y se sumó a la revolución que Castilla había iniciado en Arequipa. Organizó una división y enfrentó a las fuerzas gobiernistas comandadas por el general José Trinidad Morán pero fue derrotado en el Alto del Conde, cerca de Moquegua (16 de noviembre). Se retiró entonces hacia Arequipa, ciudad en la que, con ayuda del pueblo, rechazó y derrotó a las tropas gobiernistas encabezadas por Vivanco y Morán; este último fue capturado (1 de diciembre). Elías, según su testimonio, no pudo evitar que la presión popular hiciera fusilar a Morán, venezolano nacionalizado peruano y prócer de la independencia americana.
Finalmente, con el triunfo y la ascensión al poder de Castilla, Elías fue nombrado ministro de Hacienda (cargo que ejerció del 1 de febrero al 18 de agosto de 1855), teniendo que pedir licencia por enfermedad y pasó a la sierra para atender a su curación. Luego fue nombrado ministro plenipotenciario en Francia (1856). Regresó en 1858 para postular nuevamente a la Presidencia de la República, pero no tuvo éxito. Se apartó entonces definitivamente de la política para dedicarse a las actividades agrícolas y comerciales.